# Chor (Theater)

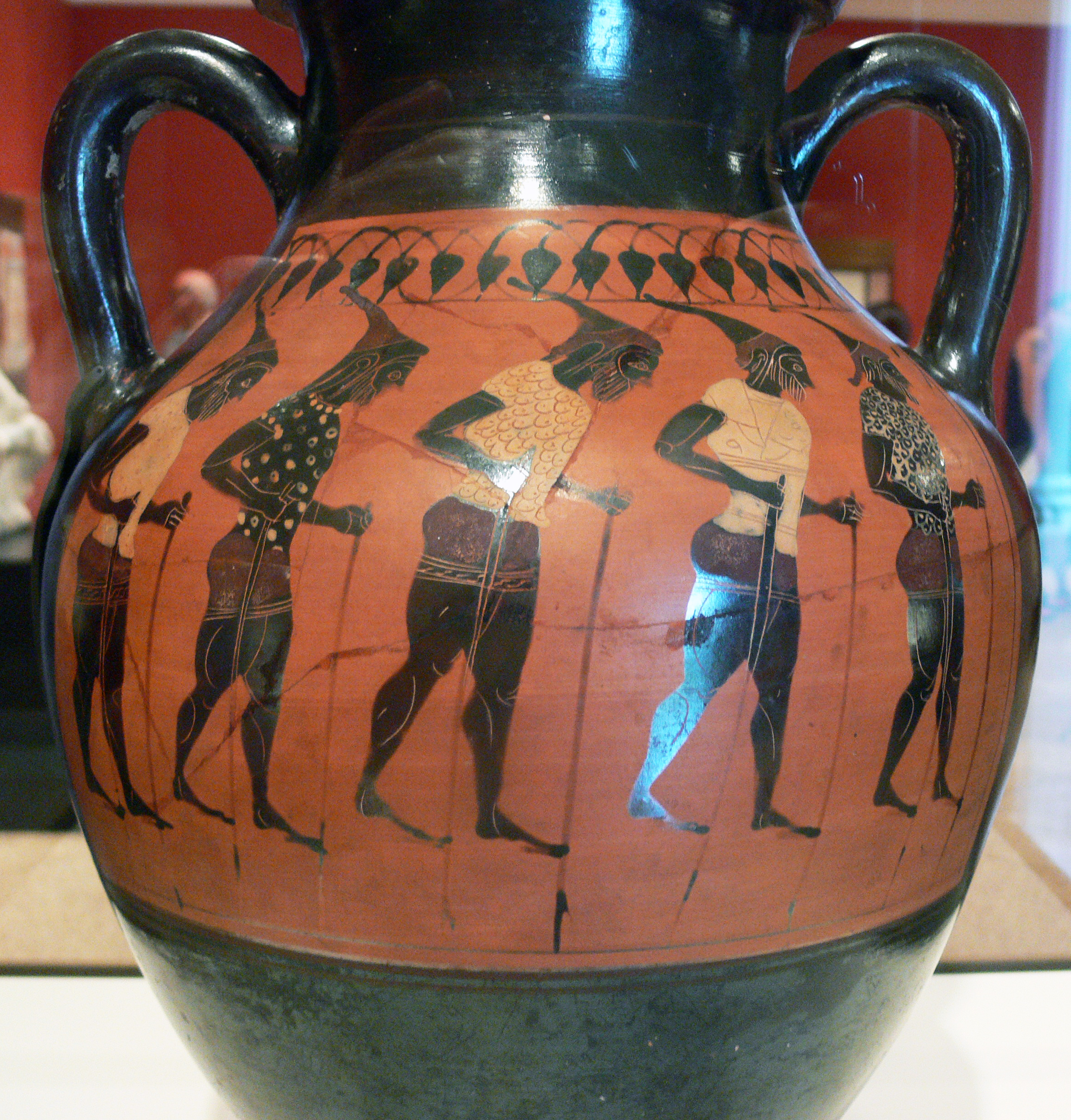
Vase mit einem Chor aus Stelzenläufern, Teece Museum of Classical Antiquities (ehem. James Logie Memorial Collection), University of Canterbury, Neuseeland, Inv. 41.57

Der Chor (altgriechisch χορός chorós) war in der griechischen Antike zunächst die Bezeichnung für einen umgrenzten Tanzplatz. Später bedeutete das Wort den Rund- und Reigentanz selbst, insbesondere den mit Gesang verbundenen, bei festlichen Gelegenheiten zu Ehren einer Gottheit ausgeführten Reigen. Schließlich ging die Bezeichnung auf die Gruppe der Tanzenden und Singenden über, die im Drama als Begleiter der Handlung mitwirkten.

## Institutionelle Einbettung des Dramas in Athen
Einen entscheidenden Faktor für die Entwicklung des Dramas in Athen und insbesondere für die Entwicklung des Chors stellt die sich dort vollziehende Institutionalisierung im Kontext der Dionysien seit dem Ende des 6. Jahrhunderts v. Chr. unter Peisistratos dar. Er bettete die dramatischen Aufführungen in den Kalender der Polis ein und machte sie zu einem der größten Feste der Stadt. Im Zuge dieser Institutionalisierung entstanden dann rahmende Leitlinien, die zum einen die Produktion neuer Dramen und damit ihre Weiterentwicklung vorantrieben (beispielsweise durch die Einrichtung eines Agons) und zum anderen auch die Besetzung und Finanzierung der Aufführungen in einen politischen Rahmen überführte. Durch die Einrichtung der Choregie wurden wohlhabende attische Bürger mit der Aufgabe betraut, die Aufführungen zu finanzieren. Die Übernahme der Choregie war auf der einen Seite zwar mit großem finanziellen Aufwand verbunden, gewährte zugleich aber auch soziales Prestige. Der offizielle Terminus der Zulassung eines Autors zu einem Wettkampf lautete χορὸν διδόναι (choron didonai) – ihm wurde also ein Chor gegeben. Derartige Ausdrücke zeigen sehr deutlich, dass sich das Drama aus einer (rein) chorischen Performanz heraus entwickelt hat, und heben den Chor als wesentliches Element des Dramas heraus. Das Ziel des Choregen bestand demnach primär in der Aufstellung, Ausstattung und dem Training eines Chores, der auch für die Bewertung im Agon eine entscheidende Rolle gespielt haben dürfte. Da die Dramen im kultischen Kontext entstanden und als eine Weihgabe der Polis gegenüber der Gottheit verstanden werden konnten, waren die Chöre mit Bürgern der Stadt besetzt, ehe sich die Aufführungspraxis im Verlauf des 4. Jahrhunderts vor Christus professionalisierte. Im Agon der Dithyrambenchöre traten die Phylen mit jeweils 50 Choreuten gegeneinander an, sodass die Darbietungen und Kulthandlungen aufs Engste mit der Polis verknüpft waren. Der Chorege musste die Bürger dabei mit Masken und Kostümen ausstatten, für Training, Unterkunft und Verköstigung zahlen und sie ggf. auch für einen Verdienstausfall entschädigen. Chor, Schauspieler und Choregen wurden ‘dem Publikum’ oder zumindest einem Teil im Rahmen eines sogenannten Voragons – zwei Tage vor Beginn des eigentlichen Agons – ohne Masken und Kostüme vorgestellt. Der genaue Ablauf dieses Voragons lässt sich leider nicht mit Sicherheit rekonstruieren.

## Der dramatische Chor
In seiner frühen Stufe besteht das Drama allein aus einer chorischen Darbietung, der erst um 534 v. Chr. (möglicherweise durch den Dichter Thespis) ein Schauspieler zur Seite gestellt wurde, was die Entwicklung des Dramas zu der uns heute bekannten ‚klassischen‘ Form anstieß. Der Schauspieler wird dementsprechend als ὑποκριτής (Hypokrites) bezeichnet, was auf seine erste Funktion als ‘Antworter’ gegenüber dem Chor verweist. Später wurden noch der zweite (vermutlich unter Aischylos) und der dritte Schauspieler (vermutlich unter Sophokles) hinzugefügt, was jeweils große Auswirkungen auf die Integration und Funktion des Chores für das jeweilige Drama hatte. So wurde beispielsweise der Fokus des Dramas zunehmend stärker auf die Interaktion der Schauspieler gelegt, und der Chor entwickelte sich, in der Tragödie stärker als in der Komödie und im Satyrspiel, zu einer eher begleitenden, wenn auch stets in der Orchestra präsenten Instanz. Ihn als bloße kommentierende oder reflektierende Instanz zu betrachten, greift dennoch zu kurz.

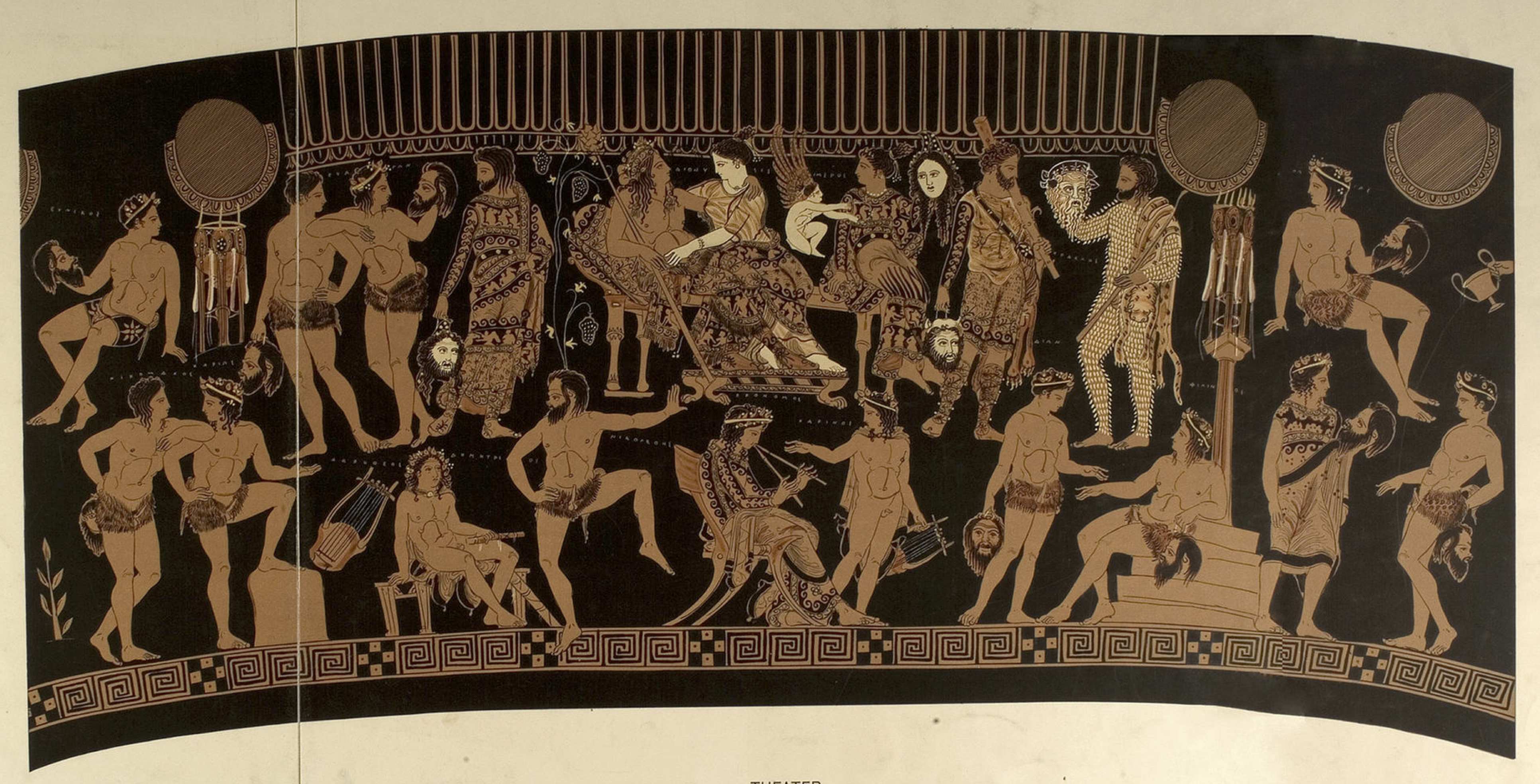
Pronomos Vase: Griechische Vasenmalerei, Furtwangler and Reinhold, 1932 – Archäologisches Nationalmuseum Neapel.

Die dramatischen Chöre bestanden jeweils aus einer unterschiedlichen Anzahl an Choreuten. So verfügten der tragische Chor und der Chor des Satyrspiels über zunächst 12 und später 15, der komische über 24. Bei den Chören des Dramas fungierte zudem der sogenannte κορυφαῖος (koryphaîos, Chorführer) als Dialogpartner der Schauspieler.
Im Allgemeinen ist die Entstehung des Chores sowie dessen Funktion und Auftreten im griechischen Drama primär von der Entwicklung des Dramas selbst beeinflusst. Das Drama entwickelte sich aus dem Kontext dionysischer Kulttänze und -gesänge. Besonderer Einfluss wird dabei dem Dithyrambos und den Phallos-Prozessionsliedern zugeschrieben. Die Bezeichnung beispielsweise als τραγῳδία (‚Bocksgesang‘) deutet mutmaßlich auf ihre Entstehung im Kontext früherer Kultbräuche hin.
Ebenso zeigen dies auch die Verwendung von Masken, die Verbindung des Dramas mit dem Dionysosfest und das diesen kultischen Kontext besonders betonende Satyrspiel. Dabei wurde der Gesang und Tanz des Chores in der Regel von Aulos-Spielern begleitet.

### Der Chor in der Tragödie
Im Verlauf des fünften Jahrhunderts v. Chr. vollzieht der Chor eine weitreichende Entwicklung. Rein quantitativ nehmen die Redeanteile des Chores von den Tragödien des Aischylos zu den späteren des Sophokles oder Euripides – zu Gunsten größerer Anteile der Schauspieler – ab. Dabei verliert er jedoch nicht an Bedeutung, auch wenn er im Vergleich zu den Protagonisten selbst figural nur sehr vage konturiert wird. Dadurch dass der Chor nicht eigentlich an der Handlung teilnimmt – in dem Sinne, dass er selbst kaum aktiv handelt – erhält er eine herausgehobene Position im Drama, die dadurch noch unterstützt wird, dass sie von einer Gruppe im Gegensatz zu den einzeln auftretenden Protagonisten getragen wird. In dieser Gestalt als Gruppe verkörpert der Chor – gerade als Gegenpart des Protagonisten – einen gewissen Konsens und erhält darüber eine „communal authority“. Diese Autorität ist aber keinesfalls allwissend und absolut. Sie variiert werk- und situationsübergreifend, was beispielsweise in der Sprache des Chores zum Ausdruck kommt, wie Michael Silk zeigt. So trifft der Chor in Sophokles’ König Ödipus Vorhersagen, die er mit dem Zusatz, „wenn ich Wahrsager bin“ (V. 24–25) versieht, wodurch er seine eigene Autorität bereits einschränkt. Diese Vorhersagen bewahrheiten sich später nicht. Vielmehr kann der Chor eine Art Mittelstellung zwischen den handelnden Figuren einnehmen, wie Gustav Adolf Seeck mit Verweis auf die Antigone des Sophokles argumentiert. Der Chor, als ein Vertreter des „durchschnittliche[n] Menschen“ kann somit das notwendige Mittelmaß in der Abwägung von göttlichem und dem Recht der Polis vertreten und daher die Möglichkeiten und Grenzen menschlichen Handelns repräsentieren.
Seit dem 4. Jahrhundert v. Chr. lässt sich nur noch eine geringfügige Entwicklung der Tragödie im Allgemeinen und des Tragödienchores im Speziellen feststellen. Als Indiz dafür lässt sich neben dem Urteil des Aristoteles in der Mitte des 4. Jahrhunderts v. Chr., die Tragödie befinde sich – im Unterschied zur Komödie – am Ende ihrer Entwicklung, unsere Überlieferungslage ansehen. Bereits im 4. Jahrhundert v. Chr. setzt ein Prozess der Kanonisierung ein, der die drei Tragiker Aischylos, Sophokles und Euripides zu Klassikern erhebt und eine Reinszenierung eines Stückes dieser drei an den Anfang der dramatischen Aufführungen an den Dionysien stellt.
Eine Sonderrolle nimmt der Chor des Satyrspiels ein, der als Teil der tragischen Tetralogie bei den Dionysien aus den Choreuten der zugehörigen Tragödien gebildet wird, die nun in Kostüm und Maske von Satyrn unter der Führung eines Papposilens auftreten und Mythenstoffe ausagieren.

### Der Chor in der Komödie
In der Komödie lassen sich allgemein ähnliche Entwicklungstendenzen feststellen, die jedoch gerade in Bezug auf den Chor deutlich weitreichender ausfallen. So verliert der Chor hier gegen Ende des 5. Jahrhunderts v. Chr. seine frühere volle Integration in die Handlung, wie sie beispielsweise in Form des Agons in der Parodos essentiell für die (frühe) Alte Komödie war. Hier tritt der Chor als Antagonist auf und unterstützt schließlich – nach seiner Niederlage im Agon – den Protagonisten (bspw. Frieden, Vögel und Acharner). Nicht zuletzt anhand der Benennung der Komödien nach den Chören (beispielsweise Wespen, Frösche oder Ritter) lässt sich ihre Bedeutung für die frühe Komödie erkennen, sodass beispielsweise noch die Ekklesiazusen des Aristophanes (etwa 392 v. Chr. aufgeführt) nach ihrem Chor benannt werden, obwohl der Chor dort bereits kaum mehr eine essentielle Rolle spielt.
In der Neuen Komödie, die wir vor allem durch Menander (342/341–291/290) kennen, werden die Chorlieder – von Aristoteles als Embolima (Zwischenaktlieder) bezeichnet – nachträglich an die jeweils für sie vorgesehene Stelle eingefügt. Auch wenn wir hierfür keine Belege haben, kann diese Form auch für die Zeitgenossen des Menander angenommen werden. Derartige Zwischenaktlieder haben allerdings keinen Bezug zur jeweiligen Handlung bzw. Komödie mehr, sodass sie jeweils in verschiedenen Stücken zum Einsatz kommen können und in den Manuskripten lediglich mit einem Verweis auf eine einzufügende Chorpassage (“χοροῦ”) gekennzeichnet werden.
Die gewöhnlich in der Mitte des Stückes eingeschaltete, außer Zusammenhang mit der Fabel desselben stehende Ansprache des Chors an das Publikum wird als Parabase bezeichnet.

## Moderne Verwendungen des Theaterchores
In der Gegenwart gibt es den Chor weiterhin in manchen Opern als musikalisches Ingredienz der Klang-Komposition sowie zu Beginn des 21. Jahrhunderts auch vermehrt außerhalb des Musiktheaters in Aufführungen der großen deutschsprachigen Theaterhäuser in Wien (Ein Sportstück, 1998), Weimar (Friedrich Schillers Maria Stuart), mehrfach am Staatstheater Stuttgart und in mehreren Stücken am Staatsschauspiel Dresden. In der umstrittenen Dresdner Inszenierung des Theaterregisseurs Volker Lösch, frei nach Gerhart Hauptmanns Die Weber (2004), übernimmt ein Theaterchor aus von Hartz IV Betroffenen die Transponierung des Dramenstoffes mitten in die konfliktreiche Gegenwart der Zeitgenossen hinein. Das beträchtliche Wagnis, das durch Skandalisierung und Gerichtsentscheidungen pro und kontra überregional Aufsehen erregte, war beim zahlenden Publikum sehr erfolgreich.
Die bedeutendsten Chorinszenierungen im deutschsprachigen Raum der letzten Jahrzehnte stammten von Einar Schleef, dessen oft skandalumwitterte Umsetzungen dramatischer Stoffe (Goethe, Brecht, Hauptmann, Hochhuth) häufig auf dem Wechselgesang eines weiblichen und eines männlichen Chors aufbauten und einen Großteil der ursprünglich einzelnen Figuren zugedachten Texte dem Chor überantwortete. Max Frisch entwarf in Biedermann und die Brandstifter einen Sprechchor, bestehend aus Feuerwehrmännern, die den Protagonisten vor dem bevorstehenden Unglück warnen.
Auch Elfriede Jelinek setzt in ihren Stücken – bereits in Was geschah, nachdem Nora ihren Mann verlassen hatte oder Stützen der Gesellschaft, aber eindringlicher in Ein Sportstück und ausdrücklich in Wolken.Heim – den Chor als „Instanz“ ein, wobei der Chor nicht moralische Instanz ist, sondern Spiegel des „Profanen, des Gewöhnlichen“, verkörpert durch den Zuschauer im Theater schlechthin.